# Västra Frölunda IF
Maillots
Le Västra Frölunda IF est un club  suédois de football basé à Göteborg.
Le club évolue pendant 10 saisons en première division suédoise : de 1987 à 1989, de 1992 à 1995, et enfin de 1998 à 2000.

## Histoire
- 1930 : fondation du club

## Palmarès
- Division 1 Södra (D2) :
  - Champion (1) : 1997

- Division 1 Västra (D2) :
  - Champion (1) : 1991

## Personnalités du club

### Anciens joueurs
- John Alvbåge
- Sven-Göran Eriksson
- Dime Jankulovski
- Adam Johansson
- Teddy Lučić
- Niklas Skoog

### Entraîneurs
- 1997-1999 :  Torbjörn Nilsson
- 2007-2008 :  Reine Almqvist